# Rockwell International
A Rockwell International foi um conglomerado norte-americano dos ramos aeroespacial, bélico, segurança da informação e manufatureiro. A empresa foi formada em 1973 pela fusão da Rockwell Manufacturing e North American Rockwell, depois de uma série de fusões de outras empresas, com a original tendo sido criada em 1919. A Rockwell acabou desmembrada em 2001 em diversas companhias, com a sucessora legal sendo a Rockwell Automation.